# Ralph Spearow

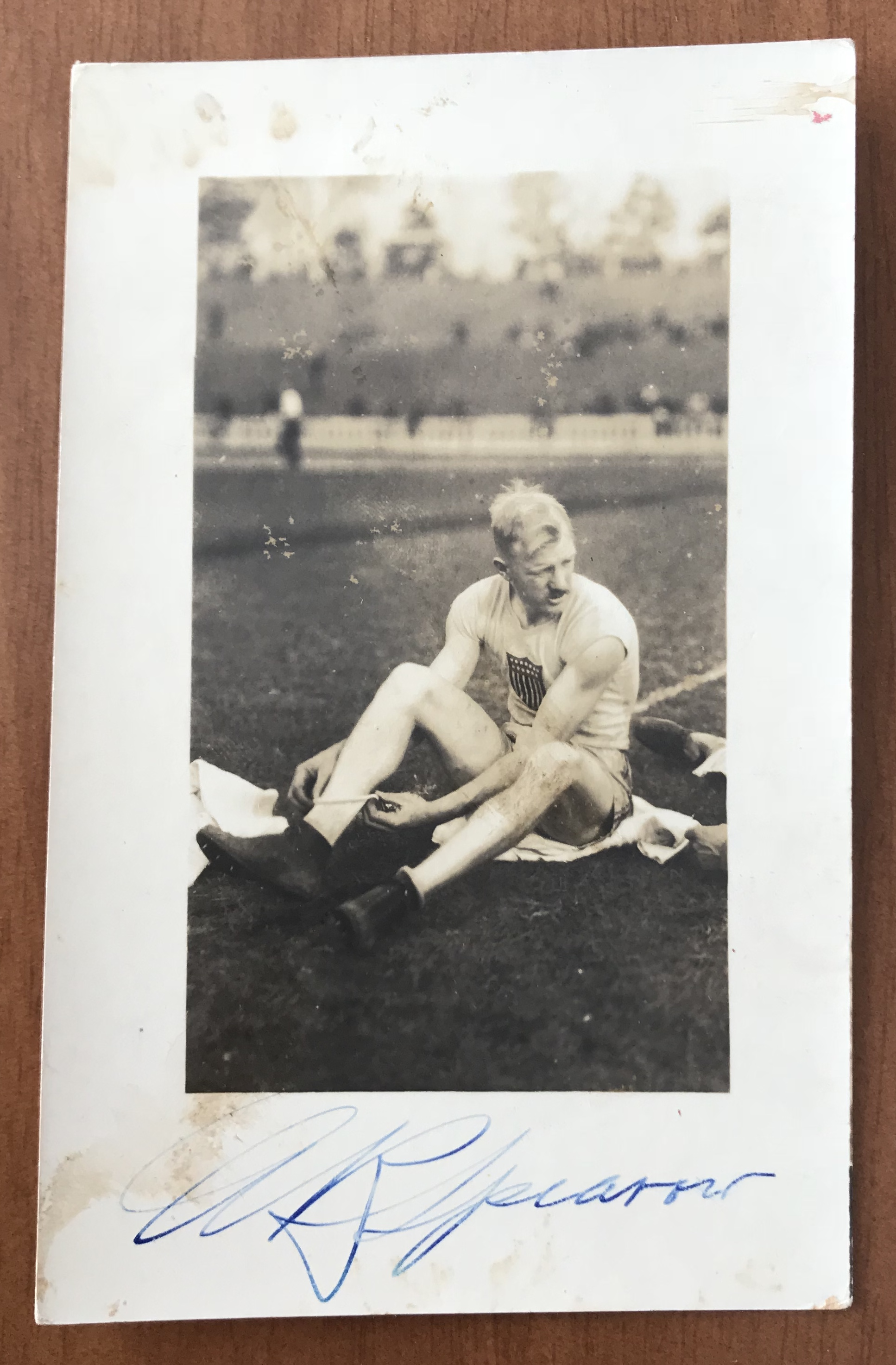
Ralph Spearow

Ralph Spearow (Albert Ralph Spearow; * 3. Oktober 1895 in LaGrange, Georgia; † 17. Dezember 1980 in Portland, Oregon) war ein US-amerikanischer Stabhochspringer.
Bei den Olympischen Spielen 1924 in Paris wurde er Sechster mit 3,70 m.
Am 5. November 1924 stellte er in Tokio mit 4,22 m eine Weltbestleistung auf, die allerdings nicht als Weltrekord anerkannt wurde.